# Hedychium yungjiangense
Hedychium yungjiangense là một loài thực vật có hoa trong họ Gừng. Loài này được S.Q.Tong mô tả khoa học đầu tiên năm 1986.